# Tomasz Kot (aktor)
Tomasz Kot (ur. 21 kwietnia 1977 w Legnicy) – polski aktor teatralny, filmowy, dubbingowy i telewizyjny.
Laureat Orła w kategorii najlepsza główna rola męska za postać Zbigniewa Religi w filmie Bogowie (2014), za którą był także nominowany do Europejskiej Nagrody Filmowej dla najlepszego aktora. Ponadto był dwukrotnie nominowany do Orłów za role w filmach: Skazany na bluesa (2005) jako Ryszard Riedel (nagroda prezydenta Gdyni za debiut aktorski na 30. Festiwalu Polskich Filmów Fabularnych w Gdyni i Nagroda Publiczności w ramach Nagrody im. Zbigniewa Cybulskiego) i Zimna wojna (2018) jako Wiktor. Zwycięzca Wiktora 2014 w kategorii aktor roku. Telewidzom najczęściej kojarzy się z rolami w takich serialach jak Camera Café (2004), Na dobre i na złe (2004–2005), Kryminalni (2005) i Niania (2005–2009).

## Życiorys

### Wczesne lata
Urodził się i dorastał w Legnicy w rodzinie rzymskokatolickiej. Jego matka jest przewodniczką turystyczną, a ojciec – nauczycielem wychowania fizycznego i działaczem samorządowym; od końca lat 90. XX wieku prowadzą rodzinne biuro podróży. Jego brat Paweł został tłumaczem IBM w Glasgow. W domu częstym gościem był bliski przyjaciel ojca, franciszkanin Zbigniew Strzałkowski. Był lektorem podczas nabożeństw w kościele i przez pół roku uczęszczał do Niższego Seminarium Duchownego w Legnicy.
W latach 1984–1992 uczył się w Szkole Podstawowej nr 16 im. Kornela Makuszyńskiego. W szkole podstawowej był zafascynowany Sylvestrem Stallone. Jako dziecko lubił malować i chciał zdawać do liceum plastycznego, jednak jego rodzice się na to nie zgodzili, dlatego uczęszczał do klasy humanistycznej w I Liceum Ogólnokształcącym im. Tadeusza Kościuszki w Legnicy. Po maturze podjął studia w krakowskiej PWST, którą ukończył w 2001.
O zostaniu aktorem na poważnie zaczął myśleć po obejrzeniu w kinie filmu Braveheart. Waleczne serce. W trzeciej klasie liceum pracował na budowie, a w trakcie studiów dorabiał na utrzymanie udziałem w imprezach promujących papierosy.

### Kariera sceniczna
W 1995 zadebiutował w sztuce Narkotyki Witkacego w reżyserii Pawła Kamzy na scenie Teatru Dramatycznego w Legnicy, gdzie występował potem w roli jednego z milionerów w przedstawieniu Panna Tutli-Putli (1996) Witkacego w reżyserii Wiesława Cichego, w monodramie Edzio (1996) Brunona Schulza w reż. Krzysztofa Kopki, spektaklu Don Kichot Uleczony (1997) Krzysztofa Kopki w reż. Jacka Głomba jako lokaj, inscenizacji Młoda śmierć (1997) Grzegorza Nawrockiego w reż. Tomasza Sobczaka, widowisku Śpiew masek (1997),  Młodego w Balladzie o Zakaczawiu (2002) reż. Jacek Głomb, wg Stanisława Moniuszki w reż. Roberta Skolmowskiego jako pomocnik fryzjera i aktor Michał oraz był tytułowym duńskim księciem w szekspirowskim Hamlecie, Księciu Danii (2001) w reż. Krzysztofa Kopki. W 1996 na Barbórkowych Spotkaniach Teatrów w Dąbrowie Górniczej otrzymał nagrodę dla najlepszego adepta sztuki aktorskiej na scenach polskich.
W 2001 na XIX Festiwalu Szkół Teatralnych w Łodzi zdobył wyróżnienie prezydenta miasta Łodzi za rolę Ojca w przedstawieniu dyplomowym Sześć postaci szuka autora Luigi Pirandella w reż. Jerzego Stuhra.
W latach 2001–2006 był związany z krakowskim Teatrem Bagatela, gdzie grał Piotra Dobczyńskiego i Bobczyńskiego w Rewizorze (2002) Nikołaja Gogola w reż. Macieja Sobocińskiego, Steve’a w Tramwaju zwanym pożądaniem (2002), Tennessee Williamsa w reż. Márty Mészáros, Henryka, syna i księcia w Ślubie (2002) Witolda Gombrowicza w reż. Waldemara Śmigasiewicza, François Pignona w Kolacji dla głupca (2003) Francisa Vebera, Miętalskiego w Hulajgębie (2003) Gombrowicza w reż. Waldemara Śmigasiewicza oraz kelnera Tytusa w Testosteronie (2005) Andrzeja Saramonowicza w reż. Piotra Urbaniaka. W Krakowskim Teatrze STU wystąpił w roli Czarusia, młodego aktora, który nie rozstaje się z telefonem komórkowym w spektaklu Rafała Kmity Ca-sting (2002). W warszawskim Teatrze Nowym Praga można było go oglądać w roli Colemana Connora w Samotnym Zachodzie (2006) Martina McDonagha w reż. Eugeniusza Korina, jako Franka w Ellingu (2007) Axela Hellsteniusa w reż. Michała Siegoczyńskiego i roli inteligenta w Emigrantach. Fragmentach (2008) Sławomira Mrożka w reż. Artura Żmijewskiego. W Teatrze „Polonia” grał Eryka w sztuce Przemysława Wojcieszka Miłość ci wszystko wybaczy (2008) i kochanka w komedii Ich czworo (2014) Gabrieli Zapolskiej w reż. Jerzego Stuhra. W 2011 na 51. Kaliskich Spotkaniach Teatralnych zdobył nagrodę aktorską za rolę Johanna Nepomuka Nestroya w przedstawieniu Mój Nestroy Petera Turriniego w reż. Rudolfa Zioło w Teatrze im. Wojciecha Bogusławskiego w Kaliszu.
W 2012 odbył tournée jako stand-uper ze spektaklem Jak zostać sex-guru w 247 łatwych krokach Wolfganga Weinbergera w reż. Gabriela Gietzky’ego z Teatru Palladium w Warszawie, a za swój występ odebrał nagrodę dla najlepszego aktora na I Ogólnopolskim Festiwalu Teatrów Prywatnych „Sztuka Plus Komercja” w Siedlcach. Występował też w Kabarecie Kuzyni.

### Kariera ekranowa
W Teatrze Telewizji grał Szymona Pogana w Wyborze (1999) Jacka Włoska w reż. Jerzego Stuhra oraz wystąpił jako „Młody” w Balladzie o Zakaczawiu (2002) Macieja Kowalewskiego i Jacka Głomba w reż. Waldemara Krzystka. Wystąpił gościnnie jako Kazek w widowisku estradowo-kabaretowym z udziałem publiczności Spotkanie z Balladą (2003). W filmie dokumentalnym Mariana Marzyńskiego Ja, Gombro (2003) wcielał się w postacie z dramatów Witolda Gombrowicza. Po raz pierwszy został dostrzeżony na małym ekranie w roli milionera, który do Leśnej Góry trafił jako pacjent w serialu TVP2 Na dobre i na złe (2004–2005). W sitcomie Polsat Całkiem nowe lata miodowe (2004) pojawił się jako doktor Nowicki. W sitcomie TVN Camera Café (2004) grał postać handlowca Jacka Darewicza. W serialu sensacyjnym Kryminalni (2005) w reż. Ryszarda Zatorskiego i Piotra Wereśniaka był komisarzem Andrzejem Grudzińskim. W serialu Wiedźmy (2005) wystąpił jako Marcyś Goliński, pracownik Agaty (Małgorzata Lewińska).
Zadebiutował na kinowym ekranie w głównej roli legendarnego wokalisty i lidera Dżemu – Ryszarda Riedla w dramacie biograficznym Jana Kidawy-Błońskiego Skazany na bluesa (2005), za którą został uhonorowany nagrodą prezydenta Gdyni za debiut aktorski na 30. Festiwalu Polskich Filmów Fabularnych w Gdyni, Nagrodą Publiczności w ramach Nagrody im. Zbigniewa Cybulskiego, a także otrzymał Super Jantar za najlepszy debiut aktorski ostatniego dziesięciolecia na Koszalińskim Festiwalu Debiutów Filmowych „Młodzi i Film” i był nominowany do nagrody Orła w kategorii najlepsza główna rola męska. Do roli przygotowywał się przez trzy miesiące, podczas których uczył się schematu działania narkotyków, przebywał z ludźmi z Monaru, poznawał ludzi, przesłuchiwał płyty Dżemu i chodził na koncerty.
Popularność wśród telewidzów zdobył w sitcomach TVN: Niania (2005–2009) jako bogaty producent telewizyjny Maksymilian „Maks” Skalski i Hela w opałach (2006–2007) jako Adrian Iskra. Trafił do obsady komedii romantycznej Ryszarda Zatorskiego Dlaczego nie! (2007) oraz dwóch komedii Tomasza Koneckiego i Andrzeja Saramonowicza: Testosteron (2007) w roli magistra Miśkiewicza „Robala”, mocno zdezorientowanego w sprawach damsko-męskich przyjaciela pana młodego (Piotr Adamczyk) oraz Lejdis (2008).
W dobrze przyjętym przez publiczność i krytykę pełnometrażowym debiucie reżyserskim Marka Lechkiego Erratum (2010) zagrał główną rolę dramatyczną Michała Bogusza. Postać „Opata”, przywódcy bezwzględnej, rosyjskiej mafii w dramacie sensacyjnym Piotra Mularuka Yuma (2011) i rola Hansa Klossa w sensacyjnym dramacie wojennym Patryka Vegi Hans Kloss. Stawka większa niż śmierć (2012) przyniosły mu dwie nominacje do nagrody Złotej Kaczki, nagrody tygodnika „Film”. Za kinową kreację Zbigniewa Religi w dramacie biograficznym Łukasza Palkowskiego Bogowie (2014) zdobył nagrodę za rolę męską i Gwiazdę Gwiazd „Elle” na 39. Festiwalu Filmowym w Gdyni, nagrodę Orła w kategorii najlepsza główna rola męska, nagrodę Jańcia Wodnika na Ogólnopolskim Festiwalu Sztuki Filmowej „Prowincjonalia” za najlepszą rolę męską, Nagrodę im. Elżbiety Czyżewskiej dla najlepszego aktora, został laureatem Wiktora 2014 w kategorii aktor roku, Różę „Gali” w kategorii film oraz był nominowany do Europejskiej Nagrody Filmowej dla najlepszego aktora. W komediodramacie Macieja Migasa Żyć nie umierać (2015), dedykowanemu zmarłemu aktorowi Tadeuszowi Szymkowowi, zagrał śmiertelnie chorego na raka 45-letniego aktora Bartosza Kolano.
W postać Zbigniewa Religi wcielił się też w komediodramacie biograficznym Marii Sadowskiej Sztuka kochania. Historia Michaliny Wisłockiej (2017). Jako Eryk Szumski w dramacie Jarosława Marszewskiego Bikini Blue (2017) odebrał nagrodę na Directors Cut Int’l Film Festival w Vancouver, International Filmmaker Festival of World Cinema w Mediolanie i Festigious International Film Festival w Los Angeles oraz zdobył nominację do nagrody EIFA (European Independent Film Award). Rola Wiktora Warskiego w melodramacie Pawła Pawlikowskiego Zimna wojna (2018) przyniosła mu nominację do Europejskiej Nagrody Filmowej dla najlepszego aktora i nagrody Orła za najlepszą główną rolę męską. W 2018 był kandydatem do roli rosyjskiego przeciwnika brytyjskiego agenta 007 w 25. filmie o Jamesie Bondzie pt. Nie czas umierać (No Time to Die) w reżyserii Danny’ego Boyle’a, który ostatecznie zrezygnował z pracy nad filmem. W jednym z odcinków serialu komediowo-politycznego WP Ucho Prezesa pt. „Jak żyć (bez polityki)?” (2018) zagrał postać prawnika Romana, byłego członka Ligi Polskich Rodzin, pacjenta Fundacji Powrót. W serialu wojennym BBC One 'Świat w ogniu: Początki (World on Fire, 2019) z Seanem Beanem pojawił się jako Stefan Tomaszeski, weteran I wojny światowej, ojciec Kasi (Zofia Wichłacz), Jana i Grzegorza (Mateusz Więcławek), który powraca do wojska polskiego. W polskiej wersji językowej animowanej komedii przygodowej Pete’a Doctera Co w duszy gra (Soul, 2020) podstawił głos za muzyka jazzowego Joe Gardnera. Po występie w głównej roli jako światowej sławy architekt Jeremiasz Angust w dreszczowcu psychologicznym Wróg doskonały (A Perfect Enemy, 2020) z Dominique Pinon, znalazł się w obsadzie dreszczowca fantastycznonaukowego Warning (2021) u boku Rupert Everett, w dramacie Joika (2022) z Diane Kruger i we włoskiej produkcji religijnej Juda's Gospel (2024).
Wystąpił w serii reklam TVN Player w usłudze Netii (2009) jako DJ Anatolij Kaszpirowski i był twarzą kampanii reklamowej T-Mobile (2015) jako ojciec. Wziął udział w teledyskach do utworów rapera L.U.C.-a „Kompromisy” (2018) i „Lucki Film” (2019), piosenki Dawida Podsiadły – „Najnowszy klip” (2019) oraz duetu Martin Lange - „Kłamiesz” (2021). Użyczył swojego wizerunku w projekcie brytyjskiego duetu The Chemical Brothers (2019). W czerwcu 2019 wziął udział w sesji zdjęciowej do amerykańskiej edycji magazynu „Vogue”. Był też na okładkach magazynów takich jak „Magazyn Futbol” (w marcu 2010), „MaleMen” (we wrześniu 2010), „Logo” (w marcu 2011 i w październiku 2014), „Sens” (we wrześniu 2011), „Zwierciadło” (w październiku 2014), „Tele Magazyn” (we wrześniu 2019) i „Twój Styl Man” (listopad 2020-luty 2021).

## Odznaczenia i wyróżnienia
15 czerwca 2015 został odznaczony Srebrnym Medalem „Zasłużony Kulturze Gloria Artis”.
10 listopada 2017 prezydent Legnicy Tadeusz Krzakowski nadał Tomaszowi Kotowi symboliczny tytuł ambasadora Legnicy.

## Życie prywatne
30 września 2006 ożenił się w Częstochowie z Agnieszką Olczyk. Mają córkę Blankę (ur. 15 kwietnia 2007) i syna Leona (ur. 2010).

## Filmografia

### Filmy fabularne
- 2005: Skazany na bluesa jako Ryszard Riedel
- 2007: Dlaczego nie! jako Dawid
- 2007: Testosteron jako magister Miśkiewicz „Robal”
- 2008: Lejdis jako Istvan, eurodeputowany z Węgier
- 2008: Drzazgi jako Elegancki facet
- 2008: To nie tak, jak myślisz, kotku jako Boguś, kochanek Hofmanowej
- 2008: Związek na odległość jako Adam
- 2009: Idealny facet dla mojej dziewczyny jako aktor porno
- 2009: Operacja Dunaj jako porucznik January Jakubczak
- 2009: Lunatycy jako szef Kamy
- 2010: Ciacho jako Jan Kępski
- 2010: Randka w ciemno jako gwiazdor telewizyjny
- 2010: Erratum jako Michał Bogusz
- 2010: Jak się pozbyć cellulitu jako Maciej Zgirski
- 2010: Wojna żeńsko-męska jako Michał
- 2011: Yuma jako Opat
- 2011: Wyjazd integracyjny jako Marek Stasiak
- 2012: Hans Kloss. Stawka większa niż śmierć jako Hans Kloss w młodości
- 2013: W ukryciu jako Dawid
- 2014: Bogowie jako Zbigniew Religa
- 2014: Fotograf jako Bauman
- 2015: Disco Polo jako Daniel Polak
- 2015: Żyć nie umierać jako Bartosz Kolano
- 2016: Pokot jako prokurator Świerszczyński
- 2017: Volta jako Jan Krone
- 2017: Sztuka kochania. Historia Michaliny Wisłockiej jako dziennikarz/Zbigniew Religa
- 2017: Najlepszy jako Okoń
- 2017: Bikini Blue jako Eryk Szumski
- 2018: Zimna wojna jako Wiktor Warski
- 2019: Dzień czekolady jako policjant
- 2019: (Nie)znajomi jako Tomek, mąż Ewy
- 2020: Wróg doskonały jako Jeremiasz Angust
- 2021: Żeby nie było śladów jako Kowalczyk
- 2021: Przestroga jako Brian
- 2022: Niebezpieczni dżentelmeni jako Tadeusz Boy-Żeleński
- 2022: Apokawixa jako Zbigniew Wilk, ojciec Kamila
- 2023: Wyrwa jako Maciej Tomski
- 2023: Akademia pana Kleksa jako Ambroży Kleks
- 2024: Kleks i wynalazek Filipa Golarza jako Ambroży Kleks
- 2024: Kulej. Dwie strony medalu jako pułkownik Sikorski, dyrektor KS „Gwardia”
- 2025: Juda's Gospel jako Simon

### Seriale
- 2003: Spotkanie z balladą jako Kazek
- 2004: Całkiem nowe lata miodowe jako doktor Nowicki (odc. 17)
- 2004: Camera Café jako Jacek Darewicz
- 2004–2007: Na dobre i na złe jako Henryk Weiss-Korzycki
- 2005: Kryminalni jako komisarz Andrzej Grudziński (odc. 19, 33 i 34)
- 2005: Wiedźmy jako Marcyś Goliński, pracownik Agaty
- 2005–2009: Niania jako Maksymilian Skalski (w odcinku 104 także jako sułtan Hassan)
- 2006–2007: Hela w opałach jako Adrian Iskra
- 2007: Magda M. jako Kacper Zarucki
- 2008: 39 i pół jako on sam
- 2010: Stacja jako Grzegorz Pardobicki
- 2018: Ucho prezesa jako Roman (odc. 33)
- 2018: Co chcesz robić w życiu? (short Grupy Filmowej Darwin) jako Juror
- 2019: World on Fire jako Stefan Tomaszewski
- 2022: Wielka woda jako prezydent Wrocławia
- 2024: Gąska jako Włodek
- 2025: Niebo. Rok w piekle[24] jako Piotr Wójcik

### Polski dubbing
- 2004: Nascar 3D jako Evernaham / Instruktor #1 / Kyle Petty / Fan #2
- 2005: Niania jako pan Brown
- 2006: Dżungla jako wiewiórka Benek
- 2007: Rodzinka Robinsonów jako Leonard
- 2007: Don Chichot jako koń Rosynant
- 2008: Asterix na olimpiadzie jako Romantix
- 2009: Mikołajek jako tata Mikołajka
- 2009: NecroVision jako Simon Bunker
- 2010: Mysi agenci jako Stefan Malutki
- 2011: Happy Feet: Tupot małych stóp 2 jako Will
- 2014: Wakacje Mikołajka jako tata Mikołajka
- 2016: Jak uratować mamę jako majordomus
- 2018: Krzysiu, gdzie jesteś? jako Christopher Robin
- 2020: Co w duszy gra jako Joe Gardner

## Nagrody
- Nagroda na FPFF w Gdyni w kategorii: Najlepsza pierwszoplanowa rola męska, Bogowie (2014)
- Doroczna Nagroda Ministra Kultury i Dziedzictwa Narodowego w kategorii: Film (2015)[25]
- Nagroda Wiktor w kategorii: Aktor roku (2015)[26]